# Andy Kessler
Andy Kessler (Atenas, 11 de junio de 1961 - Montauk, 10 de agosto de 2009) fue un Skater griego nacionalizado estadounidense. Pioneiro del skate en Nueva York en los años 1970, Kessler fue uno de los principales miembros del movimiento The Soul Artists of Zoo York, criado junto a outros companheiros de modalidade nos anos 1980. Nos anos 1990, Kessler convenceu o Departamento de Parques de Nueva York a construir um centro de skate em Riverside Park, após seu grupo começar a perder força. Anos mais tarde, foi criado um documentário chamado Deathbowl to Downtown, onde Kessler é um dos protagonistas.
Kessler murió en 2009, a los cuarenta y ocho años de edad, debido a un ataque cardíaco inducido por una reacción alérgica a una avispa, cuando estaba en Montauk.